# Archiane
L'Archiane est une rivière française qui coule dans le département de la  Drôme. C'est un affluent du Bez en rive droite, donc un sous-affluent du Rhône par le Bez puis par la Drôme.

## Géographie
La longueur de son cours d'eau est de 13,2 km.
L'Archiane prend sa source dans les hauteurs du rebord méridional du massif du Vercors. Son bassin s'ouvre vers le sud sur la vallée du Bez et de la Drôme. Elle se dirige globalement du nord vers le sud et rejoint le Bez en rive droite.

## Communes traversées
L'Archiane traverse une seule commune située dans le département de la Drôme : Treschenu-Creyers.

## Hydrologie
L'Archiane est une rivière fort abondante, comme bien des cours d'eau issus des régions des Préalpes. Son débit a été observé sur une période de 34 ans (1970-2003), à Treschenu-Creyers au lieu-dit Menée. Le bassin versant de la rivière y est de 43 km2, c'est-à-dire sa totalité.
Le module de la rivière à Treschenu-Creyers est de 1,73 m3/s.
L'Archiane présente des fluctuations saisonnières de débit typiques d'un régime nivo-pluvial. Les hautes eaux se déroulent au printemps, en avril-mai et portent les débits mensuels à un niveau situé entre 3,52 et 4,66 m3/s (avec un maximum en mai). Ces maxima sont dus à la fonte des neiges. Dès le mois de juin, s'amorce une rapide décrue suivie des basses eaux d'été qui constituent l'étiage d'été avec son minimum au mois d'août (moyenne mensuelle de 0,543 m3/s, ce qui reste assez consistant). Suit alors une lente remontée des débits vers un second sommet en automne. Celui-ci culmine avec 1,80 m3/s en octobre. En hiver, le débit diminue à nouveau, une bonne partie des précipitations restant bloquées sous forme de neige. Le plancher de ce second étiage a lieu en janvier avec un débit de 0,87 m3/s. Cependant, les fluctuations sont bien plus prononcées sur de courtes périodes.
Aux étiages, le VCN3 peut chuter jusque 0,13 m3/s, en cas de période quinquennale sèche, ce qui reste assez confortable comparé à la moyenne des cours d'eau de France.
Les crues peuvent être très importantes, comme c'est le cas pour tout cours d'eau issu de hautes montagnes, sans atteindre les sommets des cours d'eau méditerranéens ou cévenols. Les QIX 2 et QIX 5 valent respectivement 19 et 25 m3/s. Le QIX 10 est de 29 m3/s et le QIX 20 de 32 m3/s. Quant au QIX 50, il se monte à 37 m3/s.
Le débit instantané maximal enregistré a été de 54 m3/s le 2 décembre 2003, tandis que la valeur journalière maximale était de 29,4 m3/s le 16 mai 1983. En comparant la première de ces valeurs avec l'échelle des QIX de la rivière, cette crue était bien plus que cinquantennale, peut-être centennale ou plus, et certainement très exceptionnelle.
Au total, l'Archiane est une rivière très abondante, alimentée par des précipitations elles aussi abondantes, arrosant la région des Préalpes. La lame d'eau écoulée dans son bassin versant est de 1273 millimètres annuellement, ce qui est très élevé, équivalent à quatre fois la moyenne d'ensemble de la France (320 millimètres). Le débit spécifique (ou Qsp) de la rivière atteint 40,3 litres par seconde et par kilomètre carré de bassin.